# Schloßböckelheim
Schloßböckelheim è un comune di 402 abitanti della Renania-Palatinato, in Germania.
Appartiene al circondario (Landkreis) di Bad Kreuznach (targa KH) ed è parte della comunità amministrativa (Verbandsgemeinde) di Rüdesheim.
Il territorio comunale è bagnato dalle acque del fiume Nahe, affluente diretto del Reno.